# Leucophora plumiseta
Leucophora plumiseta este o specie de muște din genul Leucophora, familia Anthomyiidae. A fost descrisă pentru prima dată de Malloch în anul 1934.
Este endemică în Peru. Conform Catalogue of Life specia Leucophora plumiseta nu are subspecii cunoscute.